# Torsten Henriksson
Nils Torsten Henriksson, född 9 september 1903 i Högbo församling, Gävleborgs län, död 18 augusti 1962 i Stockholm (Matteus), var en svensk direktör och politiker i Högerpartiet.
Henriksson var ledamot av riksdagens andra kammare från 1937 i valkretsen Stockholms stad.